# 加尔唐普河
加尔唐普河（法語：Gartempe，法語發音：[ɡaʁtɑ̃p]）是法国的河流，是克勒茲河的支流，流经克勒兹、维埃纳、上维埃纳（属于新阿基坦大区）、安德尔、安德尔-卢瓦尔（属于中央-盧瓦爾河谷大區）五省，长205千米。